# Chorągiew kozacka Stanisława Działyńskiego
Chorągiew kozacka Stanisława Działyńskiego – chorągiew jazdy kozackiej I połowy XVII wieku, okresu wojen Rzeczypospolitej ze Szwedami i Moskwą.
Szefem tej chorągwi był podkomorzy malborski Stanisław Działyński herbu Ogończyk. Żołnierze chorągwi wzięli udział w wojnie polsko-szwedzkiej 1626-1629.